# Michael John Novacek
Michael John Novacek (Evanston, Illinois, 3 de juny del 1948) és un paleontòleg estatunidenc que centra la seva activitat de recerca en l'evolució dels mamífers, tot i que també ha fet contribucions destacades a l'estudi dels dinosaures. El 1971 es graduà per la Universitat de Califòrnia a Los Angeles i el 1973 obtingué un màster per la Universitat Estatal de San Diego. El 1978 es doctorà per la Universitat de Califòrnia a Berkeley.
Ha dirigit excavacions a l'Argentina, Mèxic, Xile, el Iemen i Mongòlia, on el 1993 fou un dels descobridors del jaciment d'Ukhaa Tolgod, el jaciment de vertebrats del Cretaci més productiu de tot el món. És vicepresident sènior, rector de ciències i conservador de paleontologia del Museu Americà d'Història Natural.